# Graphiurus kelleni
Graphiurus kelleni — вид гризунів родини Gliridae. Він походить з тропічної Африки, де його ареал простягається від Гамбії та Сенегалу до Кенії та Танзанії. Його природні місця проживання — субтропічні або тропічні сухі ліси, вологі або сухі савани.

## Опис
Довжина голови й тулуба становить від 75 до 150 мм, а хвіст — від 50 до 110 мм. Верхня частина тіла сіра, коричнева або темно-коричнева, низ блідий, а голова має великі вуха та темну маску навколо очей.

## Поширення й середовище проживання
Соня Келлена є рідною для тропічної західної, центральної та східної Африки на південь від пустелі Сахара (Ангола, Бенін, Буркіна-Фасо, Камерун, Демократична Республіка Конго, Ефіопія, Гамбія, Гана, Кенія, Малаві, Малі, Мозамбік, Нігер, Нігерія, Сенегал, Сомалі, Південний Судан, Судан, Танзанія, Того, Уганда, Замбія та Зімбабве). Graphiurus kelleni займає ряд середовищ існування, включаючи сухі ліси, а також вологі та сухі савани.

## Екологія
Соня Келлена — активна тварина, яка ширяє по деревах і кидається на свою живу здобич, до якої входять комахи та інші безхребетні, дрібні хребетні, пташині яйця та падло. Раціон Graphiurus kelleni також включає насіння та фрукти. Соня Келлена веде нічний спосіб життя і будує гніздо, куди ховається вдень. За винятком короткого періоду розмноження, це переважно одиночна тварина. Вона видає кілька пронизливих голосів, включаючи попереджувальні сигнали та сигнали зв’язку, але про його поведінку мало що відомо.